# Pseudancistrus
Pseudancistrus is een geslacht van straalvinnige vissen uit de familie van de harnasmeervallen (Loricariidae).

## Soorten
- Pseudancistrus barbatus (Valenciennes, 1840)
- Pseudancistrus brevispinis (Heitmans, Nijssen & Isbrücker, 1983)
- Pseudancistrus coquenani (Steindachner, 1915)
- Pseudancistrus corantijniensis De Chambrier & Montoya-Burgos, 2008
- Pseudancistrus depressus (Günther, 1868)
- Pseudancistrus genisetiger Fowler, 1941
- Pseudancistrus guentheri (Regan, 1904)
- Pseudancistrus kwinti Willink, Mol & Chernoff, 2010
- Pseudancistrus longispinis (Heitmans, Nijssen & Isbrücker, 1983)
- Pseudancistrus niger (Norman, 1926)
- Pseudancistrus nigrescens Eigenmann, 1912
- Pseudancistrus orinoco (Isbrücker, Nijssen & Cala, 1988)
- Pseudancistrus papariae Fowler, 1941
- Pseudancistrus pectegenitor Lujan, Armbruster & Sabaj Pérez, 2007
- Pseudancistrus reus Armbruster & Taphorn, 2008
- Pseudancistrus sidereus Armbruster, 2004
- Pseudancistrus yekuana Lujan, Armbruster & Sabaj Pérez, 2007